# Aeroportul Gemena
Aeroportul Gemena (IATA: GMA, ICAO: FZFK) este un aeroport din Gemena, Provincia Sud-Ubangi, Provincia Équateur, Republica Democratică Congo.
Situat la o altitudine de 420 m, aeroportul dispune de o singură pistă.